# Izaac Walton

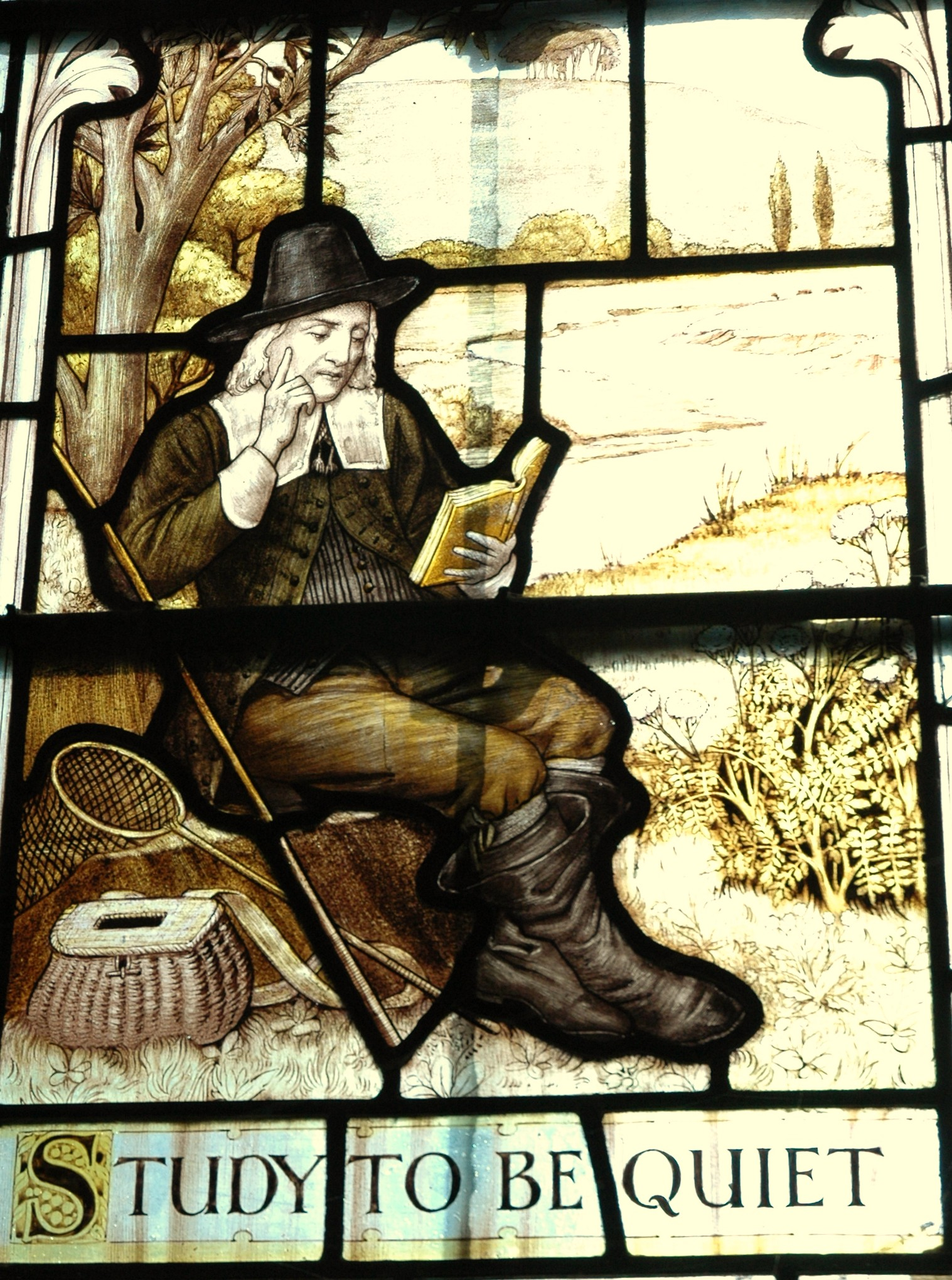
Imatge d'Izaac Walton en un vitrall a la catedral de Winchester. Vegeu els estris de pesca

Izaac Walton (9 d'agost de 1593 - 15 de desembre de 1683) fou un escriptor anglès del segle xvii l'obra del qual és representativa de la literatura de la Restauració anglesa. La seva obra més coneguda és The Compleat Angler.
Treballà com a ferrer a prop de Stafford encara que el 1650 es va mudar a Clerkenwell. La primera edició de la seva obra The Compleat Angler es va publicar el 1653. Després de la mort de la seva segona esposa, Walton es va dedicar a viatjar. Es va establir a Farnham Castle al costat de George Morley, bisbe de Winchester a qui va dedicar la seva obra Life of George Herbert.
La seva obra The Compleat Angler tracta en aparença d'un manual de pesca, però els lectors van apreciar les seves vívides descripcions de la naturalesa.